# Louis Banks
Louis Banks (* 11. Februar 1941 in Darjeeling, Indien, als Dambar Bahadur Budaprithi, auch Louiz Banks) ist ein indischer Jazzmusiker (Piano, Gesang), der auch als Filmkomponist und Musikproduzent hervorgetreten ist. Aufgrund seiner Bedeutung wurde er auch als „Pate des indischen Jazz“ bezeichnet.

## Leben
Banks stammt aus einer musikalischen Familie: Sein Großvater Bakhat Bahadur Budapirti war der Komponist der Hymne śrīmān gambhīra nepālī, die in Nepal zwischen 1962 und 2006 als Nationalhymne diente; sein Vater zog in den frühen 1940er Jahren nach Kalkutta, um dort als Trompeter unter dem Namen George Banks in einem europäischen Tanzorchester zu spielen. Der Sohn, der nun von seinem Vater nach Louis Armstrong Louis gerufen wurde, erhielt früh Musikunterricht von seinem Vater und einem Nachbarn. 
Er besuchte nach Abschluss der Schule das St. Joseph's College in Darjeeling, lernte Klavier, Gitarre und auch Trompete.
Bereits im Alter von 13 Jahren spielte er in der Band seines Vaters; bald wurde er professioneller Musiker. In den späten 1960er Jahren spielte er in Kathmandu mit regionalen Orchestern. 1971 zog er nach Kalkutta, wo er mit dem Saxophonisten Braz Gonsalves und der Sängerin Pam Crain die Louis Banks Brotherhood bildete. 1974 wurde er Mitglied des Orchesters von Rahul Dev Burman; er zog nach Bombay, wo er Live-Jazz in den Nachtclubs etablierte. Mit Braz Gonsalvez gründete er 1979 sein Indo-Jazz Ensemble. 1980 trat er auf dem Jazz Yatra Festival mit Ravi Shankar auf, um dessen Komposition „Jazzmine“ aufzuführen. Mit R. A. Ramamani, T. A. S. Mani und Ramesh Shotham bildete er die Band Sangam, die auch in Europa auf Tournee war und von Charlie Mariano zu Aufnahmen herangezogen wurde (Bangalore. 1998). Auch nahm er mit den Dissidenten auf (Pankuj Parahar, 1992). 2005 bildete er mit Taufiq Qureshi an der Tabla und Niladri Kumar an der Sitar die Gruppe Rhythm Asia. 2008 war er als Pianist und Koproduzent an dem Miles-Davis-Tribut-Album Miles from India beteiligt, das im selben Jahr für einen Grammy nominiert wurde ebenso wie John McLaughlins Album Floating Point, auf dem er gleichfalls an den Keyboards wirkte. Mit Shankar Mahadevan, Sivamani und Karl Peters bildete er dann die Band Silk, die sich auf Weltmusik spezialisierte. Mit seinem Sohn, dem Drummer Gino Banks, war er zudem in der Band Fusion Yatra zu hören. 2013 gründete er die Band Ganga Shakti, zu der Sharmistha Chatterjee, Finix Ramdas, Mohini Dey und Gino Banks gehören.
Als Filmkomponist schrieb er die Musik für zahlreiche indische Filme, beispielsweise von Bharat Dabholkar. Die 1988 entstandene Musik zum Fernseh-Kurzfilm Mile Sur Mera Tumhara, wurde besonders populär, so dass sie auch als eine Art inoffizieller Nationalhymne bezeichnet wurde. Kompositionen von ihm hat auch das Bundesjazzorchester auf seiner Indientournee 2011 aufgeführt.

## Filmographie
- An August Requiem (1982)
- New Delhi Times (1986)
- Kala Dhanda Goray Log (1986)
- Hum (1991)
- Lakshmanrekha (1991)
- Suryavanshi (1992)
- Aasmaan Se Gira (1992)
- Divya Shakti (1993)
- Insaniyat (1994)
- God and Gun (1995)
- Barsaat (1995)
- Duplicate (1998)
- Bokshu the Myth (2002)
- God Only Knows! (2004)
- Straight (2009)
- Oass (2012)